# Бајенфурт
Бајенфурт (њем. Baienfurt) општина је у њемачкој савезној држави Баден-Виртемберг. Једно је од 39 општинских средишта округа Равенсбург. Према процјени из 2010. у општини је живјело 7.151 становника. Посједује регионалну шифру (AGS) 8436011.

## Географски и демографски подаци
Бајенфурт се налази у савезној држави Баден-Виртемберг у округу Равенсбург. Општина се налази на надморској висини од 459 метара. Површина општине износи 16,0 km². У самом мјесту је, према процјени из 2010. године, живјело 7.151 становника. Просјечна густина становништва износи 446 становника/km².

## Међународна сарадња
| Мјесто      | Држава      | Врста сарадње | Од    |
| ----------- | ----------- | ------------- | ----- |
|             | Француска   | контакт       | 2001. |
| Гоито       | Италија     | партнерство   | 2006. |
| Брест       | Бјелорусија | партнерство   | 1990. |
| Трамин      | Италија     | контакт       | 1966. |
| Мартонвашар | Мађарска    | партнерство   | 1993. |
| Извор       |             |               |       |